# Breslauer Fußballmeisterschaft 1903

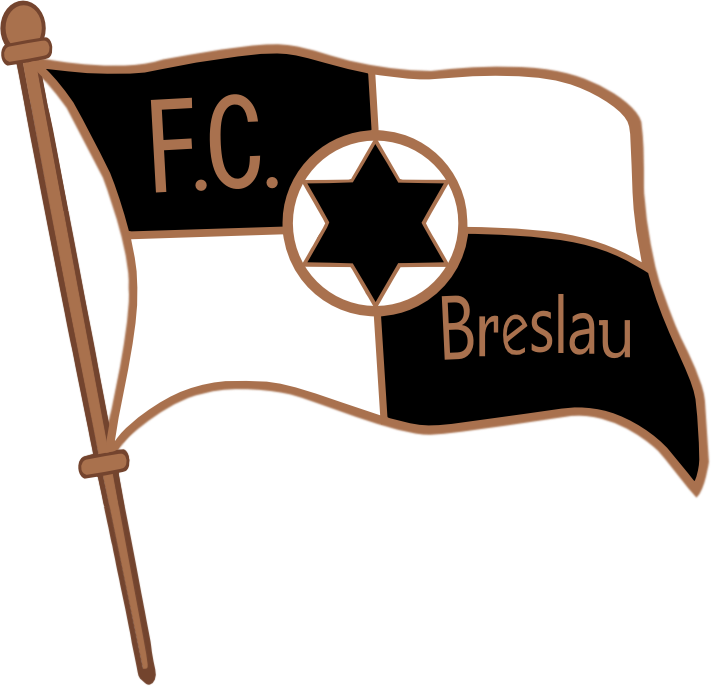
FC Breslau – Meister des Verbandes Breslauer Ballspiel-Vereine

Die Breslauer Fußballmeisterschaft 1903 war die erste vom Verband Breslauer Ballspiel-Vereine (VBBV) ausgetragene Breslauer Fußballmeisterschaft. Offizieller Name der Meisterschaft war Diplom-Wettspiele. Am 23. Februar 1903 gründete sich der Verband, ihm gehörten anfangs vier Vereine an. Von Ende März bis Ende Mai 1903 wurde die erste Meisterschaft in zwei Klassen ausgetragen. Die im Rundenturnier ausgetragene Meisterschaft sicherte sich der FC Breslau 98.
Einen Teilnehmer an der deutschen Fußballmeisterschaft 1902/03 stellte der VBBV nicht, erst im September 1903 trat der Verband dem DFB bei.

## 1. Klasse

### Kreuztabelle
| 1903                 | FC Breslau 98 | SV Blitz Breslau | SC Schlesien Breslau |
| -------------------- | ------------- | ---------------- | -------------------- |
| FC Breslau 98        |               | 3:1              | 1:0                  |
| SV Blitz Breslau     | 1:5           |                  | 8:0                  |
| SC Schlesien Breslau | 1:4           | 1:1              |                      |

### Abschlusstabelle
| Pl. | Verein               | Sp. | S | U | N | Tore    | Quote | Punkte |
| --- | -------------------- | --- | - | - | - | ------- | ----- | ------ |
| 1.  | FC Breslau 98        | 4   | 4 | 0 | 0 | 013:300 | 4,33  | 08:0   |
| 2.  | SV Blitz Breslau     | 4   | 1 | 1 | 2 | 011:900 | 1,22  | 03:50  |
| 3.  | SC Schlesien Breslau | 4   | 0 | 1 | 3 | 002:140 | 0,14  | 01:70  |

## 2. Klasse
| Pl. | Verein                  | Sp. | S | U | N | Tore    | Quote | Punkte |
| --- | ----------------------- | --- | - | - | - | ------- | ----- | ------ |
| 1.  | FC Breslau 98 II        | 6   | 6 | 0 | 0 | 024:200 | 12,00 | 12:0   |
| 2.  | SV Blitz Breslau II     | 6   | 3 | 0 | 3 | 019:100 | 1,90  | 06:60  |
| 3.  | SC Preußen Breslau      | 6   | 1 | 1 | 4 | 008:190 | 0,42  | 03:90  |
| 4.  | SC Schlesien Breslau II | 6   | 1 | 1 | 4 | 002:220 | 0,09  | 03:90  |